# Wolfsberg (Karintia)
Wolfsberg (szlovénül Volšperk) város Ausztria Karintia tartományában, a Wolfsbergi járás központja. Lakossága 2016. január 1-én 25 045 fő volt.

## Elhelyezkedése

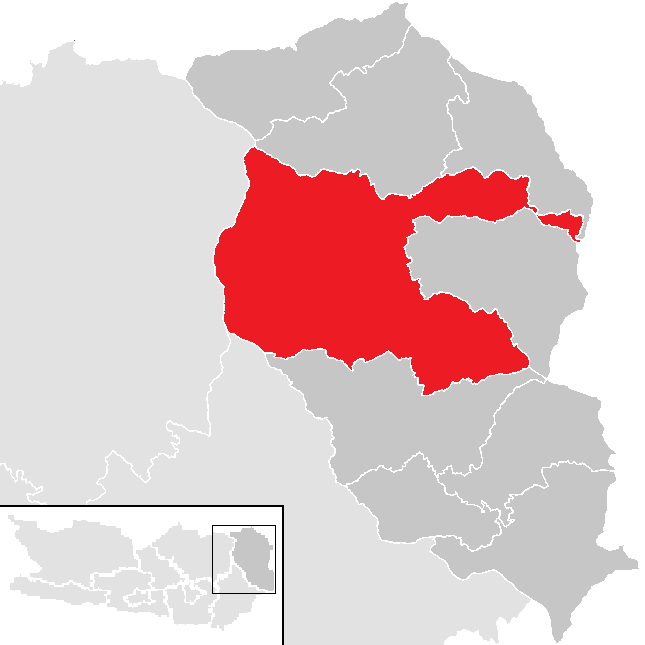
Wolfsberg a Wolfsbergi járásban

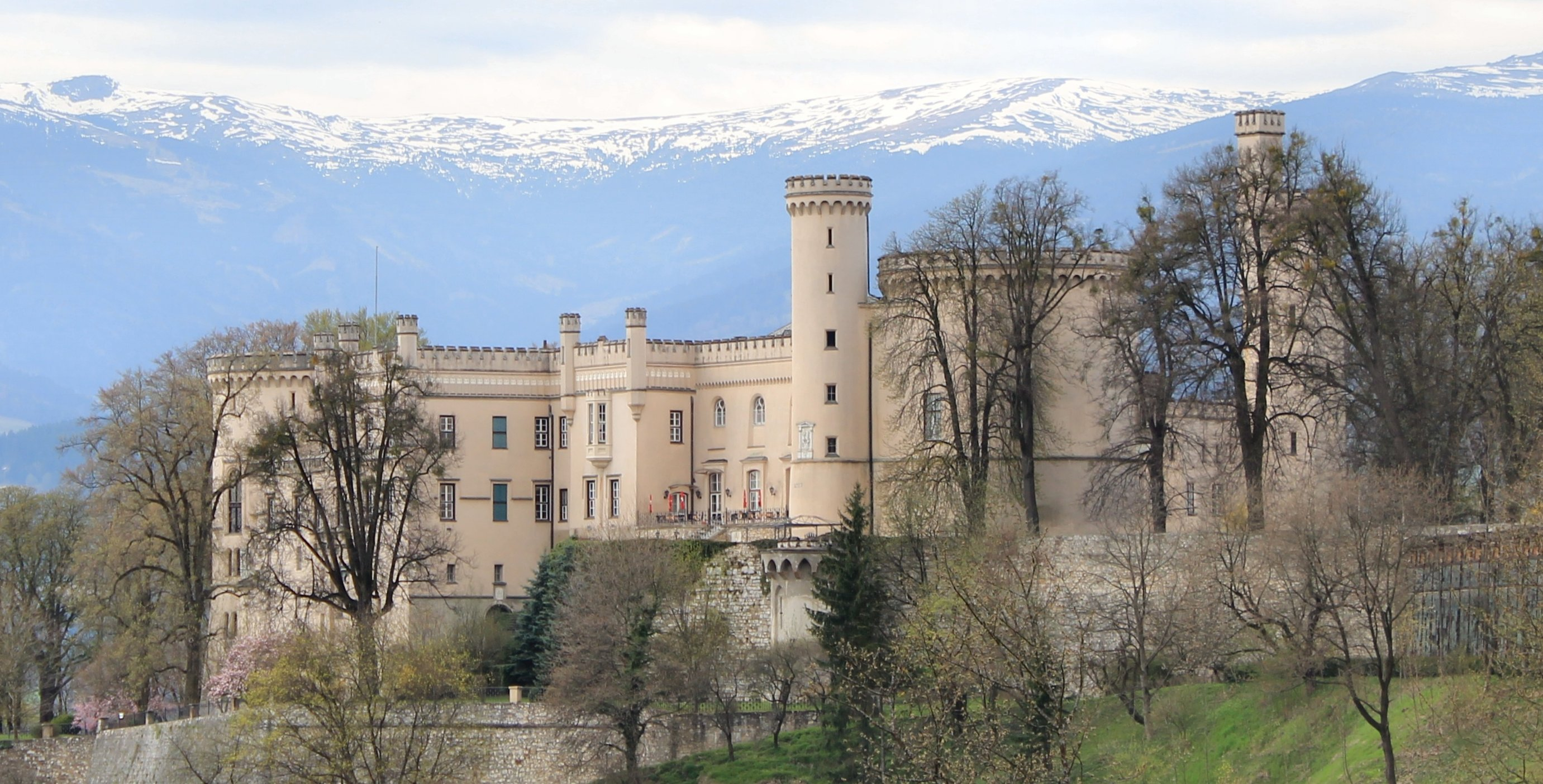
A wolfsbergi vár

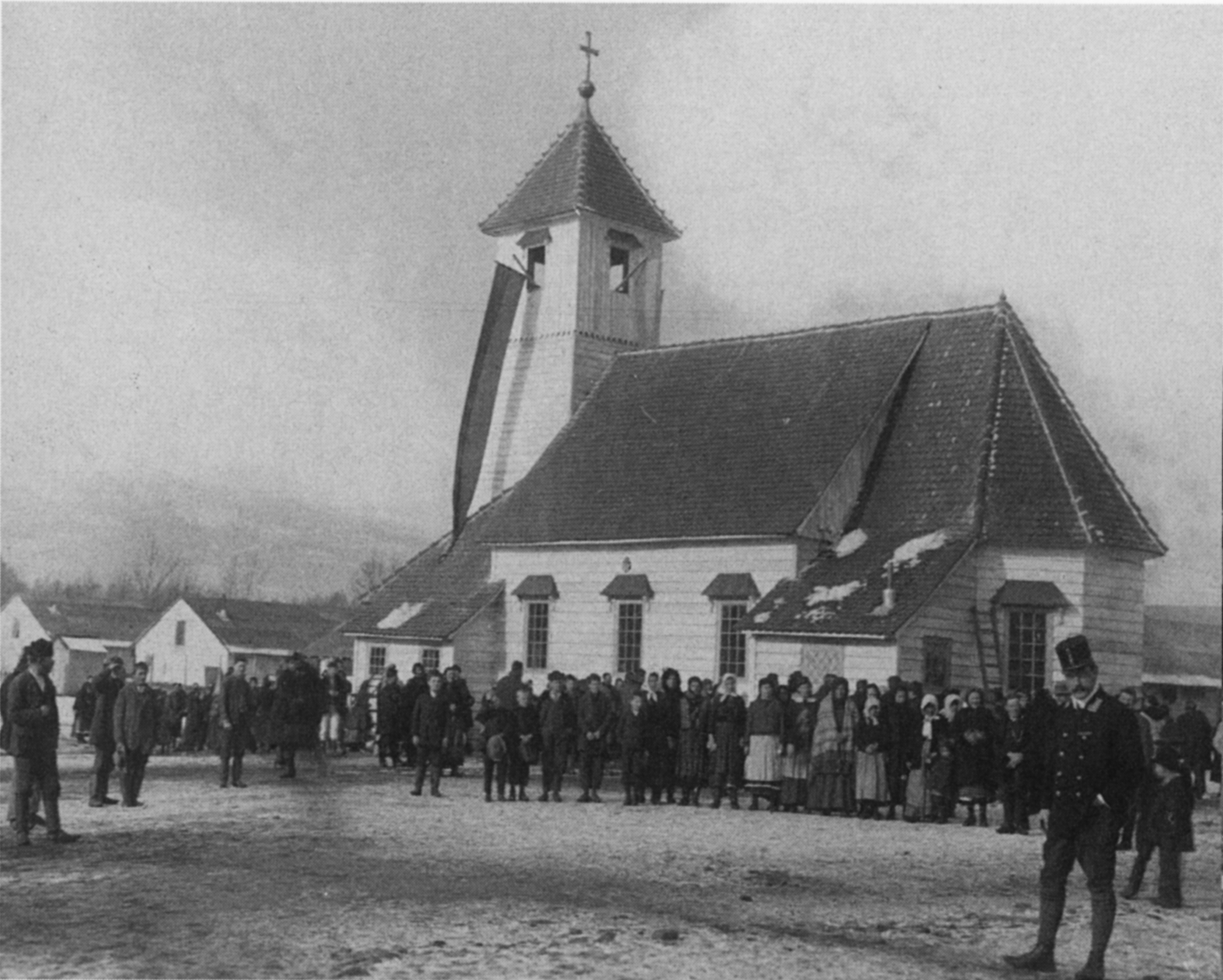
Menekülttábor Wolfsberg-Redingben (1915)

Wolfsberg Karintia keleti részén a Lavanttali-Alpokban, a Lavant-folyó völgyének kb. a közepén helyezkedik el. A városi önkormányzathoz tartozó terület 278,63 km², amivel 1973-as létrehozásakor a harmadik legnagyobb osztrák önkormányzat volt, 2015 óta pedig az 5. legnagyobb. Az önkormányzat 40 katasztrális községbe szervezett 75 faluból és településrészből tevődik össze. 
A környező települések: északra Bad Sankt Leonhard im Lavanttal, északkeletre Preitenegg, keletre Frantschach-Sankt Gertraud, délre Sankt Andrä, délnyugatra Griffen, nyugatra Eberstein és Klein Sankt Paul, északnyugatra Hüttenberg.

## Története
A település területén bronzkori, a vaskori Halstatt-kultúrához tartozó és római kori leletekre is bukkantak. 
A 11. század elején, 1007 körül a régió a bambergi püspök tulajdonába került. A helyet először 1178-ban említik Wolfsperch néven a lavanttali Szt. Pál-apátság birtokleveleiben. A vár alatti falu kereskedelmi gócponttá vált és 1289-ben már városként hivatkoznak rá. 1328-ban Werntho bambergi püspök (1329-1335) Wolfsberget tett meg valamennyi karintiai birtokának központjává (övé volt többek között St. Leonhard, Villach, Feldkirchen, Tarvis, Griffen stb.). 1331-ben városjogot kapott. 1338-ban a városból kiűzték a zsidókat. 1475-1480 között a várat sikertelenül ostromolták a magyarok és a törökök is. 
A 16. században a város a reformáció egyik központjává vált. A közeli waldensteini várban Hans Ungnad működtette az egyik első osztrák nyomdát és kinyomtatta Luther Bibliáját, valamint röpcédulákat is német és szlovén nyelven. A ellenreformációval az addigi protestáns kápolnát a kapucinusoknak adták át. 
1716-ban egy tűzvész során 170 ház leégett. 1759-ben a többi bambergi birtokkal együtt a várost a Habsburgok vásárolták meg. A korábban jövedelmező borkereskedelmet a vasművesség váltotta fel. 1846-ban Hugo Henckel von Donnersmarck felső-sziléziai gróf vásárolta meg a birtokot, ő alakította át a várat az angol Tudor-stílusnak megfelelően, ahogyan ma is látni. 
A vasút 1879-ben ért el a Lavant völgyébe. 
1934 július 26-án az osztrák nemzetiszocialisták puccskísérlete során a puccsisták elfoglaltál Wolfsberget, ahonnan a hadsereg másnapra verte ki őket egy 22 halottat követelő csata során. A puccsisták Jugoszláviába menekültek át. 
A második világháborúban egy mintegy 7 ezer embert befogadó fogolytábor (Stalag XVIII A) működött a város mellett. 1944. december 18-án egy szövetséges bombázásban 46 hadifogoly és 3 civil meghalt. A kapituláció után a brit megszálló hatóságok ide gyűjtötték össze a karintiai, kelet-tiroli és stájer nemzetiszocialistákat és háborús bűnösöket, kb. 3-4 ezer főt. 1948-ban a tábort átadták az osztrák hatóságoknak.

## Lakosság
Wolfsberg lakossága 2016. január 1-én 25 045 fő volt. 2001-ben a lakosok 95,8%-volt osztrák, 1,1%-a pedig boszniai állampolgár. Ekkor 89,3% volt római katolikus, 2% protestáns, 2,1% muszlim, 5,2% pedig felekezet nélküli. 

## Látnivalók
- a wolfsbergi vár
- a waldsteini vár
- a Szent Márk-templom
- a pékek kápolnája (1497-ből)

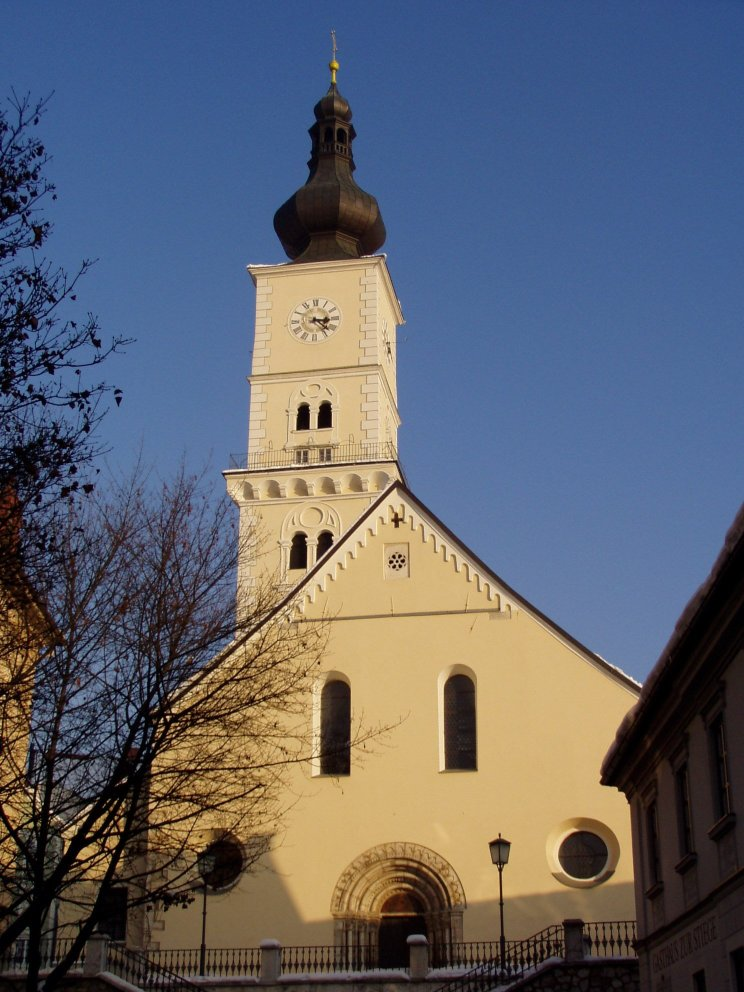
A Szt. Márk-templom

- a forsti Keresztelő Szt. János-templom
- a Bayerhofen-kúria
- a Thürn-kastély
- a Weißenau-kastély
- a Reideben-vár

A város futballcsapata, a Wolfsberger AC az osztrák első osztályban játszik. 

## Híres wolfsbergiek
- Patrick Friesacher Forma 1-versenyző
- Walter Kogler labdarúgó
- Elisabeth Köstinger politikus, az Európai Parlament képviselője
- Sabine Schöffmann snowboardos, 2011-ben junior világbajnok
- Rainer Schönfelder olimpiai bronzérmes síző
- Christine Lavant költő, a városban élt

## Testvérvárosok
- Herzogenaurach, Németország
- Várpalota, Magyarország

## Fordítás
- Ez a szócikk részben vagy egészben  a   Wolfsberg (Kärnten) című német Wikipédia-szócikk ezen változatának fordításán alapul.  Az eredeti cikk szerkesztőit annak laptörténete sorolja fel. Ez a jelzés csupán a megfogalmazás eredetét és a szerzői jogokat jelzi, nem szolgál a cikkben szereplő információk forrásmegjelöléseként.